# 白菡萏香館琴譜
《白菡萏香館琴譜》，古琴譜，同治辛未茂苑周燦所輯鈔本琴譜稿，無序跋。

## 琴譜介紹
目次中首列“琴考”，皆古琴人名。次列定絃法八則，稱得道法及仙翁法。次轉絃法，上絃法十三則。琴曲多集小曲，無外調曲，大都取材於明末楊西峯。惟最後《清夜吟》起，歷《懷古吟》、《高山》、《流水》、《平沙落雁》、《湘妃怨》、《歸去來兮》、《泣顏回》八曲，所用譜字簡又簡。